# Ширли, Дон
До́нальд Уо́лбридж Ши́рли (29 января 1927, Пенсакола, Флорида, США — 6 апреля 2013, Манхэттен, Нью-Йорк, США) — американский пианист и композитор джазовой и классической музыки. Автор альбомов экспериментальной джазовой музыки для лейбла Cadence 1950—1960-х годов. Автор органных симфоний, концертов для фортепиано, концерта для виолончели, трёх струнных квартетов, одноактной оперы, сочинений для органа, фортепиано и скрипки, симфонической поэмы по мотивам романа «Поминки по Финнегану» Джеймса Джойса и набора вариаций по мотивам оперетты «Орфей в аду».
В 1960-х годах Ширли отправился в несколько концертных туров по США, включая штаты Глубокого Юга, наняв вышибалу нью-йоркского ночного клуба Тони Липа в качестве водителя и телохранителя. История их удивительных дружеских отношений легла в основу сюжета оскароносного фильма «Зелёная книга», снятого в 2018 году.

## Биография

### Ранние годы
Дональд Уолбридж Ширли родился 29 января 1927 года в Пенсаколе, штат Флорида в семье ямайских иммигрантов — учительницы Стеллы Гертруды Янг (1903—1936) и священника Эдвина С. Ширли (1885—1982). Промоутеры стремились преподнести его публике как родившегося на Ямайке, называя местом его рождения Кингстон. По воспоминаниям его племянника Эдвина Ширли III, идея того, что, будучи ребёнком, Дональд получил образование в Европе, была выдумкой продюсировавшего его лейбла — это должно было сблизить его с теми слушателями, у которых чернокожий музыкант с неклассическим образованием не мог бы получить должного признания. Хотя в детстве ему предлагали учиться в Ленинградской консерватории, отец не отпустил его, однако позже Ширли действительно изучал русский язык и говорил на нём с музыкантами, с которыми концертировал.

### Учёба
Ширли начал обучаться игре на фортепиано в двухлетнем возрасте. Он учился у Конрада Бернье и Тадеуша Джонса в Католическом университете Америки в Вашингтоне. Некоторые источники утверждают, Ширли отправился в Советский Союз, чтобы изучать фортепиано и теорию музыки в Ленинградской консерватории. Но по словам его племянника Эдвина, звукозаписывающий лейбл ложно утверждал, что Ширли изучал музыку в Европе, чтобы «сделать его приемлемым в тех областях, где чернокожий человек из чёрной школы вообще не получил бы никакого признания». Также в архиве Санкт-Петербургской консерватории нет информации о том, что Ширли учился там.
Ширли получил докторскую степень по музыке, психологии и литургике в период временного отказа играть на фортепиано.

### Карьера
В 1945 году 18-летний Ширли исполнил Концерт для фортепиано с оркестром № 1 Чайковского с оркестром Boston Pops. Годом позднее Ширли исполнил одну из своих композиций с Лондонским филармоническим оркестром.
В 1949 году он получил приглашение от правительства Гаити выступить на Международной выставке в честь двухсотлетия Порт-о-Пренса, после которой Президент Эстиме и архиепископ Ле Гойз попросили его повторно выступить через неделю.
Ширли был разочарован советами окружающих бросить классическую музыку (под предлогом неприязни к чернокожим артистам) и продолжать карьеру в джазе. Столкнувшись с отсутствием перспектив для чернокожих музыкантов классической музыки, Ширли оставил карьеру пианиста. После изучения психологии в Чикагском университете он работал психологом в Чикаго, но вновь вернулся к музыке.
В 1950—1960-х годах Ширли записал много альбомов для лейбла Cadence, экспериментируя с джазом под влиянием классики, создав свой собственный жанр. Основатель лейбла Арчи Блейер настаивал, чтобы Ширли называли Доном. Эта фамильярность оставалась с ним на протяжении всей его карьеры.
В 1961 году его сингл «Water Boy» достиг 40-й позиции в чарте «Hot 100» журнала Billboard и оставался там в течение 14 недель. Он выступал в Нью-Йорке в клубе Basin Street East, где подружился с Дюком Эллингтоном.
По приглашению Артура Фидлера Ширли приехал с оркестром Boston Pops в Чикаго в июне 1954 года. В 1955 году он выступил с симфоническим оркестром NBC на премьере фортепианного концерта Эллингтона в Карнеги-холл. Он также появился на телевидении в шоу «Артур Годфри и его друзья».

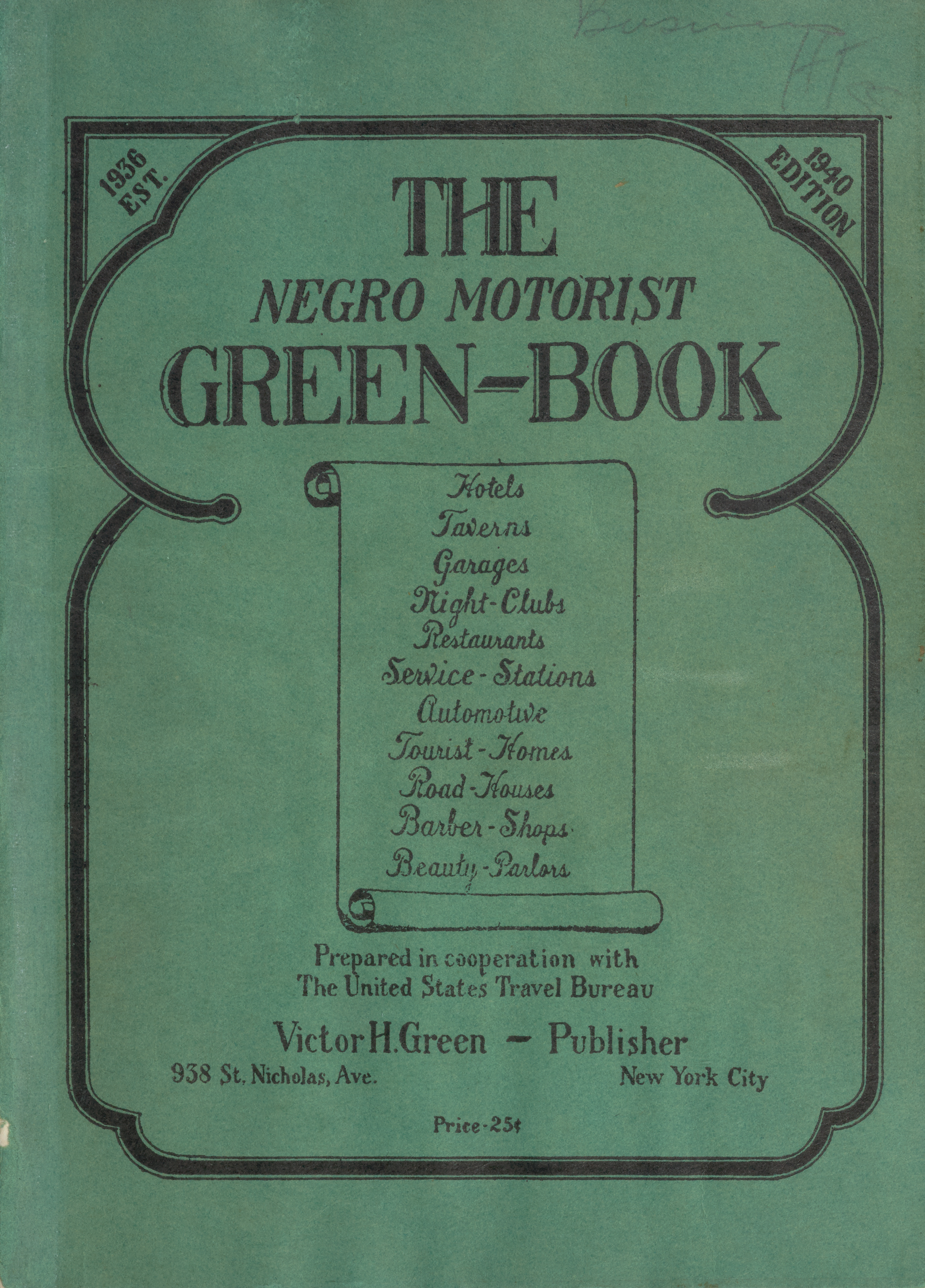
В «Зеленой книге негритянских автомобилистов» перечислены места, обслуживающие чернокожих путешественников в штатах Глубокого Юга

В 1960-х годах Ширли, надеясь своим творчеством изменить предубеждения людей, давал концерты в США, включая ряд южных штатов. Он нанял нью-йоркского вышибалу из ночного клуба Тони Липа на должность водителя и телохранителя. Их история легла в основу сюжета фильма 2018 года «Зелёная книга», в котором роль Ширли сыграл Махершала Али. По некоторым источникам, несмотря на разногласия во взглядах, они стали хорошими друзьями. Однако брат музыканта Морис Ширли говорил:

Мой брат никогда не считал Тони своим «другом»; он был служащим, его шофёром (который отказывался носить форму и кепку). Вот почему контекст и нюанс так важны. Факт того, что успешный, состоятельный чернокожий артист мог нанять прислугу, не похожую на него самого, не должен теряться при переводе.Оригинальный текст (англ.)My brother never considered Tony to be his 'friend'; he was an employee, his chauffeur (who resented wearing a uniform and cap). This is why context and nuance are so important. The fact that a successful, well-to-do Black artist would employ domestics that did not look like him, should not be lost in translation.
Осенью 1968 года Ширли исполнил концерт Чайковского[какой?] с Детройтским симфоническим оркестром. Он также работал с Чикагским симфоническим оркестром и Национальным симфоническим оркестром США, писал симфонии для Нью-Йоркского филармонического оркестра и Филадельфийского оркестра, а также солировал в Миланском оперном театре Ла Скала в программе, посвящённой музыке Джорджа Гершвина.
Ширли написал органные симфонии, концерты для фортепиано, концерт для виолончели, три струнных квартета, одноактную оперу, сочинения для органа, фортепиано и скрипки, симфоническую поэму по мотивам романа «Поминки по Финнегану» Джеймса Джойса и «Вариации» по мотивам «Орфей в аду».

## Личная жизнь
Ширли женился на Джин К. Хилл из округа Кук (штат Иллинойс) 23 декабря 1952 года, но позже пара развелась.
Дон Ширли скончался от болезни сердца 6 апреля 2013 года в возрасте 86 лет.

## Дискография
- Tonal Expressions (Cadence, 1955)
- Orpheus in the Underworld (Cadence, 1956)
- Piano Perspectives (Cadence, 1956)
- Don Shirley Duo (Cadence, 1956)
- Don Shirley with Two Basses (Cadence, 1957)
- Improvisations (Cadence, 1957)
- Don Shirley (Audio Fidelity Records, 1959)
- Don Shirley Solos (Cadence, 1959)
- Don Shirley Plays Love Songs (Cadence, 1960)
- Don Shirley Plays Gershwin (Cadence, 1960)
- Don Shirley Plays Standards (Cadence, 1960)
- Don Shirley Plays Birdland Lullabies (Cadence, 1960)
- Don Shirley Plays Showtunes (Cadence, 1960)
- Don Shirley Trio (Cadence, 1961)
- Piano Arrangements of Spirituals (Cadence, 1962)
- Pianist Extraordinary (Cadence, 1962)
- Piano Spirituals (1962)
- Don Shirley Presents Martha Flowers (1962)
- Drown in My Own Tears (Cadence, 1962)
- Water Boy (Columbia, 1965)
- The Gospel According to Don Shirley (Columbia, 1969)
- Don Shirley in Concert (Columbia, 1969)
- The Don Shirley Point of View (Atlantic, 1972)[14]
- Home with Donald Shirley (2001)